# Папський район
Папський район (колишній Чуст-Папський район; узб. Поп тумани, Pop tumani) — адміністративно-територіальна одиниця у Наманганській області Узбекистану. Розташований на заході області. Папський район був у творенийу 1920-х роках. Центром району є місто Пап.

## Географія
Межує на північному сході - з Чустським районом, на півдні - з Таджикистаном, на півночі - з Киргизтаном. На території району знаходиться таджикистанський анклав Сарвак.

## Клімат
Клімат Папського району помірно континентальний. Сезонність чітко виражена. Літо – спекотне, зима – помірно холодна. Взимку часті відлиги. Сніговий покрив зазвичай з'являється у січні чи лютому.
Період із середньодобовою температурою нижче 0 °C триває 30 днів, починаючи в середині грудня і закінчуючись на початку березня. Найхолодніший місяць – січень (середня температура на заході району – 5 °C, на сході – +3 °C).

Найтепліший місяць - липень (середня температура - +33 ° C на заході і +37 ° C на південному сході). Максимальна літня температура (+52 °C) відзначена у Папі. Середньорічна кількість опадів - 250-450 мм.
| Узбекистан | Це незавершена стаття з географії Узбекистану. Ви можете допомогти проєкту, виправивши або дописавши її. |